# Shuiqian
Shuiqian är en köping i sydöstra Kina. Den ligger i Ninghua härad i staden Sanming i provinsen Fujian, omkring 260 kilometer väster om provinshuvudstaden Fuzhou. Antalet invånare är 18 297. Befolkningen består av 9 152 kvinnor och 9 145 män. Barn under 15 år utgör 17,0 %, vuxna 15-64 år 68 %, och äldre över 65 år 13,0 %.